# 王累
王累（？—211年），益州廣漢郡新都縣人，東漢末益州牧劉璋部下，任從事。

## 生平
歷史對他的記載甚少，惟於《後漢書》、《三國志》及《華陽國志》有所記載，均是劉璋聽從別駕張松所言，與劉備結盟以對抗張魯，當時王累自行以繩倒懸在城門之上，勸諫劉璋別迎劉備入蜀，但劉璋不聽。而只好選擇在門口處以自刎結束生命。

## 三國演義
《三國演義》所記大致與史實相同，不過王累在劉璋不聽其勸諫後的結束性命方式，從自刎改為自斷繩索而摔死。